# Chaloenosoma megalayanum
Chaloenosoma megalayanum es un coleóptero de la familia Chrysomelidae.
Fue descrita científicamente en 2004 por Kimoto.